# Christianisme en Chine
 (juin 2017).
Si vous disposez d'ouvrages ou d'articles de référence ou si vous connaissez des sites web de qualité traitant du thème abordé ici, merci de compléter l'article en donnant les références utiles à sa vérifiabilité et en les liant à la section « Notes et références ».
Cet article traite du christianisme en Chine.

## Dénominations
« Catholicisme » a été traduit par « Enseignement du Seigneur du Ciel » (chinois : 天主教 ; pinyin : tiānzhǔjiào) et « protestantisme » (présent essentiellement sous ses versions anglo-saxonnes) par « Nouvel enseignement » (新教, xīnjiào) ou (基督新教, jīdū xīnjiào). Le christianisme en général est traduit par « Enseignement du Christ » (基督教, jīdūjiào). Il est fréquent que les Chinois, en majorité peu familiers du christianisme, considèrent que ces deux confessions adorent des dieux différents.

## Sources de recensement
Le Pew Research Center a produit en 2010 une comparaison approfondie des différentes sources de statistiques : l'Académie des Sciences sociales chinoise publie dans son Blue Book on Religion un chiffre de 29 millions de chrétiens, soit 2,1 % de la population, tandis qu'à l'autre extrême, la World Christian Database arrive à un total de 108 millions, soit 8 %. Le Pew Research Center arrive dans cette étude à une estimation de 67 millions de chrétiens en Chine en 2010 (5 % de la population), dont 58 millions de protestants et 9 millions de catholiques. De son côté, la CIA retient le pourcentage de 5,1 % de chrétiens en Chine, soit, en raison de l'augmentation de la population générale, 71 millions de personnes en 2020.
Les statistiques officielles chinoises annoncent pour 2014, 2,53 % de chrétiens. Une analyse des religions des provinces à majorité chinoise Han réalisée par ce même institut pour l'an 2012 a trouvé 1,8 % de protestants et 0,4 % de catholiques dans cette population.
Les statistiques du « Chinese Spiritual Life Survey », lié à la Fondation John Templeton, de l'investisseur et fondamentalisme protestant américain John Templeton, pour l'an 2010 donnent 33 millions de chrétiens sur 1,3 milliard d'habitants (2,4 %), 30 millions protestants et 3 millions catholiques. Ces chrétiens se divisent entre les églises officiellement reconnues par l'État et des églises non enregistrées.
La difficulté d'arriver à des chiffres cohérents est lié aux difficultés suivantes :
- Les chiffres officiels communiqués par le gouvernement chinois ne comptabilisent que les membres adultes baptisés des églises officielles ; ils excluent donc les personnes non baptisées fréquentant des groupes chrétiens, les enfants non adultes de croyants chrétiens et les autres personnes de moins de 18 ans, et ils ne tiennent généralement pas compte des groupes chrétiens non enregistrés dits "églises de maison" qui forment la majorité des chrétiens[10] ;
- Comme il y a souvent un chevauchement important entre les membres des organismes chrétiens enregistrés et non enregistrés, car un grand nombre de personnes fréquentent à la fois des églises enregistrées et non enregistrées, l'addition des chiffres recueillis auprès des groupes religieux eux-mêmes peut conduire à une surévaluation des chiffres[11] ;
- La méthode des sondages comporte un biais significatif dans le sens de la minoration car, pour des raisons de sécurité, de nombreux Chinois n'admettront pas leur adhésion au christianisme face à un interrogateur inconnu[2].

## Histoire

Les églises de l'Orient au Moyen Âge : tout au long de leur parcours, les pèlerins trouvaient des communautés chrétiennes avec des églises et monastères pour les héberger

### Dynastie Tang
Le christianisme fut introduit en 635, par le biais du prêtre Alopen, moine perse de l'Eglise syriaque et qui fait construire une église à Chang'an, capitale de la dynastie Tang (618 – 690 puis 705 – 907) en 638, événement transmis par la Stèle dite nestorienne de 781. Près d'une dizaine de textes chrétiens chinois de cette période nous sont parvenus, tous édités et traduits en français en 2025.
Tang Wuzong (règne 840 — 846) écrit, en 845, un édit contre les chrétiens, ainsi que les manichéens (alors religion principale du Khaganat ouïgour situé sur l'actuelle Mongolie) et les bouddhistes (religion importante de la dynastie Tang). Il considérait ces religions comme des religions étrangères. C'est le début de la Grande persécution. Il meurt le 20 avril 846, empoisonné par un élixir de longévité que lui donne un moine taoïste. Peu après, son successeur, Tang Xuanzong proclame une amnistie générale, ce qui provoque la fin de la persécution.
À l'époque de la dynastie Tang, les Chinois avaient pleine souveraineté sur Kachgar, situé dans le Protectorat des Régions de l'Ouest (aujourd'hui Xinjiang), et y installèrent une garnison. On y trouve encore un évêché nestorien au XIVe siècle.

### Dynastie Yuan

#### Christianisme d'origine syriaque
Toghril (ou Ong Khan), de la tribu chrétienne nestorienne des Kéraït est le frère de sang de Yesügei ba'atour, père de Gengis Khan, il joue un rôle important dans l’ascension de ce dernier. Au XIIIe siècle, parmi les descendants de Gengis Khan, fondateur de l'Empire mongol, Tuluy, son fils préféré, épouse la princesse Soyughaqtani et conserve auprès d'elle une église nestorienne. Leurs fils Möngke et Kubilai succèdent tous deux au titre de Khagan et sont élevés avec leurs frères Houlagou et Ariq Boqa dans l'esprit de la foi chrétienne, mais la yassa mongole leur interdit d'être baptisés. Sous les règnes de Ögödei, Güyük et Möngke, le christianisme continue à se développer suivant les rites de l'église nestorienne,. Les nestoriens étaient toujours actifs durant la dynastie Yuan (dynastie mongole, gouvernant la Chine à partir de Kubilai Khan), en Mongolie-Intérieure, notamment à Wulan-Chabu.
Sorgaqtani, khatoun (impératrice) et épouse de Tolui, mère de Möngke, Kubilaï, et Houlagou était issue de la tribu kéraït, principalement de confession nestorienne. Doqouz Khatoun, épouse d'Houlagou l'était également.

#### Missionnaires catholiques
Au XIIIe siècle, sous la dynastie Yuan, mongole, des ambassades européennes sont envoyées en Mongolie pour évaluer le danger que représente l'Empire mongol en pleine expansion, qui occupera bientôt l'ensemble de l'Asie du Nord, depuis une partie du Proche-Orient, l'Ukraine et la Lituanie, jusqu'à la Chine. C'est d'abord le pape Innocent IV qui envoie en Chine le franciscain Jean de Plan Carpin (1182-1252) en 1245-1247, puis le roi Louis IX dit Saint-Louis, qui dépêche un autre franciscain, Guillaume de Rubrouck en 1253-1254, mais s'ils ramènent de précieuses observations et récits, aucun ne parvient à évangéliser sérieusement en Chine, où les Nestoriens restent alors la seule présence chrétienne. La dynastie Yuan va être en revanche fortement influencée par l'Islam, qui prend pied à différents endroits en Chine, des conversions massives se produisant même au Xinjiang.
C'est finalement à partir de 1294 qu'une véritable activité missionnaire catholique se développe auprès des Mongols et en Chine sous la conduite du franciscain Jean de Montecorvino (1247-1328), envoyé par le pape Nicolas IV. Celui-ci échoue à convertir le grand khan Kubilai Khan (qui règne sur la Chine de 1279 à 1294), car Kubilai Khan est déjà trop engagé dans le bouddhisme : il avait favorisé l'école Sakyapa du bouddhisme tibétain et avait choisi Drogön Chögyal Phagpa comme dishi (enseignant impérial), et il lui avait fait construire le Temple Zhenjue à Cambaluc (Pékin) et d'autres temples dans tout l'Empire chinois,. Toutefois, il convertit un certain nombre de nobles, dont certains nestoriens, ouvre une première église à Pékin en 1299, puis une deuxième, face au Palais impérial, en 1305. Averti de ces progrès en 1307, soit 8 ans après le départ en mission de Jean de Montecorvino, le pape crée pour lui l'archevêché de Cambaluc et lui envoie de nouveaux missionnaires. Un autre franciscain Odoric de Pordenone, qui accomplit un périple de près de 15 ans à travers l'Asie entre 1316 et 1330, réside à Pékin pendant 3 ans, probablement de 1324 à 1327, desservant l'une des églises fondées par l'archevêque Jean de Montecorvino, à cette époque extrêmement âgé. Toutefois après la mort de ce dernier en 1328, son œuvre dépérit et finit par disparaître, si bien que les missionnaires jésuites du XVIIe siècle n'en auront même pas connaissance. À partir de 1368, la dynastie Ming, aussi xénophobe que la dynastie Yuan avait été tolérante, mit fin à toute évangélisation et expulsa les chrétiens étrangers.

### Dynastie Ming

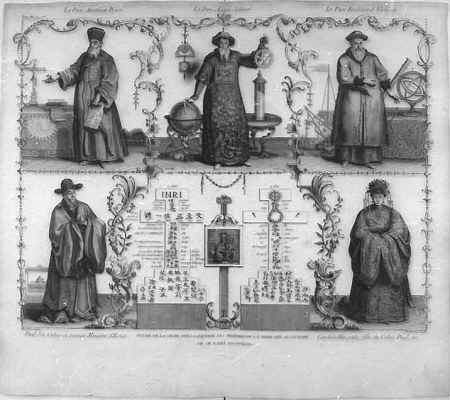
haut : Matteo Ricci, Adam Schaal, Ferdinand Verbiest ; bas : les deux premiers convertis (au catholicisme) : un ministre et sa petite-fille, d'après « Description de la Chine », édition de 1735

Saint François Xavier fut à l'origine de la première mission jésuite vers la Chine en 1552. Il mourut cependant cette année-là sur l'île de Sancian, sans avoir atteint le continent.
En 1555, le Dominicain Gaspar de la Croix, originaire d’Évora et religieux du couvent d'Azeitao, et l’un des douze dominicains qui passèrent les premiers du Portugal aux Indes, réussit à pénétrer dans l’empire chinois,.
En 1582, la Compagnie de Jésus tenta de nouveau de gagner la Chine, avec succès cette fois. Elle introduisit la science occidentale, les mathématiques et l'astronomie. En 1601, l'un des jésuites installés en Asie, Matteo Ricci, se rendit à Pékin. Les jésuites entreprirent une évangélisation par le haut en s’intégrant au groupe des lettrés. Ils y obtinrent des conversions, mais donnèrent l’impression d’avoir des objectifs cachés, et le christianisme fut bientôt déclaré « secte dangereuse ».
Le missionnaire jésuite allemand Johann Adam Schall von Bell, atteint Macao en 1619.

#### Premiers missionnaires protestants
Des missionnaires protestants néerlandais furent également envoyés en mission, d'abord à Xiamen, dans la province du Fujian, et la ville voisine de Quanzhou, puis sur l'île de Taïwan, de l'autre côté du détroit, entre 1626 et 1662. Parmi eux George Candidius instruit de 1627 à 1639 quelques milliers de convertis . Les chinois font cependant attention à ne pas froisser leurs partenaires commerciaux japonais qui eux, persécutent les chrétiens.

### Dynastie Qing
Johannes-Adam Schall von Bell devient le dishi (précepteur impérial) de l'empereur Shunzhi de la dynastie Qing.
A la demande de Schall le missionnaire Ferdinand Verbiest atteint Macao en 1658 et rejoint Pékin (capitale, depuis 1644, de la nouvelle Dynastie Qing). Ils deviennent tous deux précepteurs impériaux de l'empereur Kangxi.
La Querelle des Rites et l'interdiction en 1744 des rites non-chrétiens par la bulle Omnium sollicitudinum du pape Benoît XIV leur porta le coup de grâce ; en 1773 le Pape ordonna la clôture de leurs missions.
Dès les années 1830, les missionnaires lazaristes, à partir de leur base de Macao, implantèrent des communautés chrétiennes dans une semi-clandestinité. En 1844, dans un acte additionnel au traité de Whampoa, la France obtint du gouvernement impérial un semblant de légalisation.
Au milieu du XIXe siècle, après la Première guerre de l'opium (1842), les missions catholiques reprirent dans les zones côtières. Les protestants s'y joignirent en force, particulièrement les méthodistes. Le chef de la révolte des Taiping s’inspira partiellement des enseignements des missionnaires pour construire l'idéologie de son mouvement. Jusqu'à l'avènement de la République populaire de Chine, de nombreux échanges culturels sino-occidentaux se firent par l'intermédiaire des missions chrétiennes, qui fondèrent des institutions éducatives.
Le 20 février 1846, sous la pression française du roi Louis-Philippe, l'empereur Daoguang autorise la pratique du christianisme et interdit les persécutions. Cependant, celles-ci reprennent après quelques années.

### République populaire de Chine jusqu'en 1978
Dès l'arrivée au pouvoir du Parti communiste chinois, des négociations sont menées avec les responsables des églises chrétiennes pour les placer sous le contrôle du gouvernement. Ces négociations débouchent sur la création de structures chrétiennes étatiques : l'association patriotique catholique chinoise ou le Mouvement patriotique des trois autonomies, protestant.
Pendant la Révolution culturelle, de 1966 à 1976, toute expression religieuse est interdite et les chrétiens sont persécutés, ce qui accélère le ralliement des chrétiens chinois aux églises de maison clandestines.

### République populaire de Chine depuis 1978

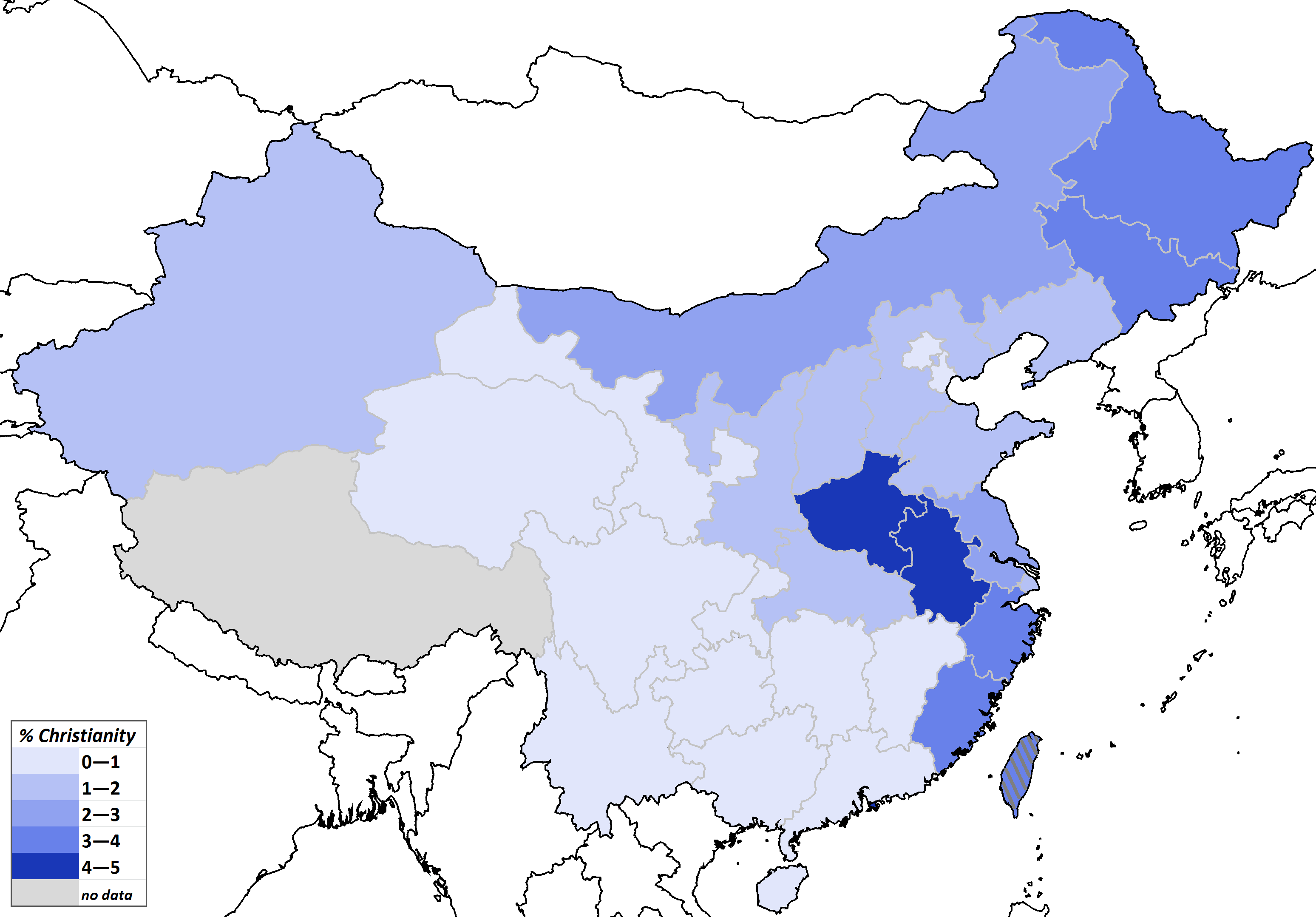
Pourcentage de la population chrétienne en 2012 selon un rapport gouvernemental.

Après l'arrivée au pouvoir de Deng Xiaoping, le christianisme est de nouveau légal depuis 1982, mais uniquement dans le cadre d’« associations patriotiques » sous contrôle de l’État. Le Vatican reconnaissant la République de Chine (Taïwan), l’Association patriotique catholique chinoise a dû désavouer officiellement le Pape. Les éléments les plus actifs du christianisme sont les "églises de maison" (très majoritairement protestantes évangéliques) qui, bien qu'elles ne fonctionnent plus dans la clandestinité et l'illégalité, sont objet de méfiance, et dont les responsables sont emprisonnés dès que la congrégation atteint une certaine taille. Dans ces conditions, l’estimation du nombre de pratiquants est une entreprise hasardeuse,.
La population chrétienne est cependant en hausse, particulièrement chez les protestants qui compteraient en 2020 40 à 60 millions de croyants, soit 3 % de la population.

### Au Tibet

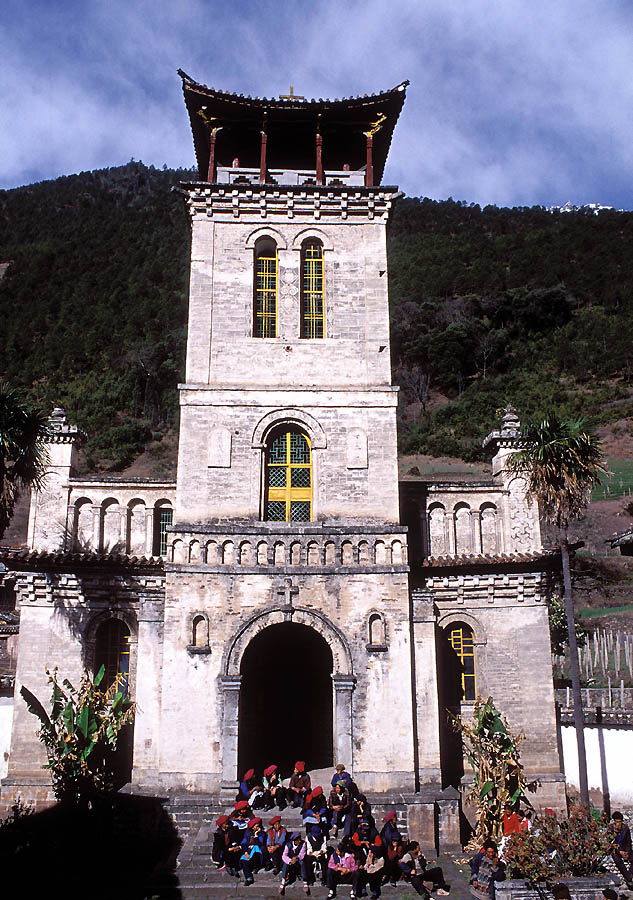
L'église catholique de Cizhong près de la rivière de Lancang (Mékong) à Cizhong, dans la Province du Yunnan, Chine. Les membres de l'église sont principalement des Tibétains. La région étant ethniquement diverse, il y a aussi six autres groupes ethniques, les Han, Naxi, Lisu, Yi, Bai et Hui.

En 2011, 11 chrétiens ont été arrêtés par la police chinoise à Lhassa, constituant peut-être la première persécution de chrétiens dans la région autonome du Tibet selon ChinaAid. Selon Song Xinkuan, un chrétien de la province de Henan arrêté le 7 octobre à Lhassa, la police a répété que « la religion chrétienne était non seulement illégale au Tibet mais constituait un prétendu culte qui sapait l'unité ethnique et la stabilité sociale ».

## Catholicisme
Actuellement, deux Églises catholiques coexistent en Chine, qui tendent à se rapprocher de plus en plus : l'Église patriotique, officielle, dont le clergé est directement nommé par le Parti Communiste ; et l'autre, Église souterraine dont les évêques sont secrètement nommés par le Vatican.
La Chine populaire et le Saint-Siège n'ont, jusqu'à maintenant, pas établi de relations diplomatiques, malgré les tentatives réitérées des Papes Jean-Paul II et Benoît XVI. La nonciature est à Taipei à  Taïwan.
En 2018, la République populaire de Chine et le Vatican signent un accord d'une durée de deux ans concernant le choix et la reconnaissance des évêques. Si les termes exacts de l'accord sont maintenus secrets, le pape a désormais le dernier mot dans leur nomination, tous les évêques chinois sont reconnus par Rome mais doivent être enregistrés auprès de Pékin. Cet accord est appliqué malgré des difficultés, notamment auprès des catholiques restés « clandestins » depuis des décennies. L'accord est reconduit pour deux années supplémentaires en septembre 2020. Il ne s'accompagne cependant pas d'améliorations du côté de la liberté religieuse, et fait craindre à Joseph Zen, ancien évêque de Hong-Kong et critique du régime, un « anéantissement de la vraie Église ».

## Protestantisme
Le protestantisme est entré en Chine au début du XIXe siècle, y prenant racine de manière significative pendant la dynastie Qing. Depuis le milieu du XXe siècle, le nombre de chrétiens protestants est en forte progression en Chine malgré les persécutions anti-chrétiennes orchestrées par le Parti communiste chinois. Une grande partie de cette croissance s'est produite au travers de groupes informels appelés églises de maison, dont la prolifération a commencé dans les années 1950 lorsque de nombreux catholiques et protestants chinois ont commencé à rejeter les structures contrôlées par l'État censées les représenter. On considère à présent que ces groupes, très difficiles à dénombrer, représentent la « majorité silencieuse » des chrétiens chinois, appartenant à des traditions théologiques très diverses, tant traditionnelles qu'évangéliques.
Les deux composantes du protestantisme chinois sont donc :
- d'une part les églises officielles, supervisées depuis 1954 par le Mouvement patriotique des trois autonomies (MPTA) et qui a créé en 1980 le Conseil chrétien de Chine, membre du Conseil œcuménique des Églises depuis 1991, qui regroupe 26 millions de chrétiens[44],
- et d'autre part les églises dissidentes dites églises de maison, dont une estimation raisonnable des effectifs était en 2010 de 35 millions de membres[2].

Le protestantisme chinois n'est pas dénominationnel, d'une part parce que certaines des sociétés missionnaires comme la China Inland Mission ont été dès le départ œcuméniques et d'autre part du fait de l'unification forcée sous légide des instances mises en place par le gouvernement chinois.

## Église orthodoxe
Les Eluosi, transcription phonétique de « Russe », sont une minorité ethnique russe de religion orthodoxe. Au nombre de 20 000, ils habitent dans le Heilongjiang, le Xinjiang et la Mongolie-Intérieure.

## Source
- Amnesty International, Chine : Mesures de repression contre les groupes religieux en Chine : ASA 17/069/1996, 30 juin 1996 (lire en ligne)